# Crimson Gem Saga
Crimson Gem Saga è un videogioco di ruolo sviluppato da IRONNOS e pubblicato da SK Telecom in Corea del Sud con il titolo Astonishia Story 2 (어스토니시아 스토리2?, Eoseutonisia Seutori 2LR) per la console portatile PlayStation Portable nel 2008. Successivamente, è stato distribuito in Giappone da Sega, dove ha assunto il titolo di Garnet Chronicle: Kōki no maseki (ガーネット クロニクル ～紅輝の魔石～?, Gānetto Kuronikuru ~Kōki no maseki~), e in Nord America da Atlus. Nel 2010, è stata distribuita una conversione per smartphone con sistema operativo iOS.
Il gioco è ambientato nel mondo di Latein, dove, all'insaputa del pubblico, si sta cercando un artefatto precedentemente conosciuto come la Crimson Gem. Tra i protagonisti di questa ricerca c'è Killian von Rohcoff, un neolaureato dell'Accademia dei Cavalieri di Green Hill, che funge da protagonista della storia. Il gioco è il seguito di Astonishia Story, ma poiché gran parte delle meccaniche di gioco sono state modificate, anche il titolo è stato cambiato in tutte le regioni.

## Trama
Killian von Rohcoff è un cavalleggero, fresco di laurea, diplomato con lode all'accademia militare di Green Hill. Mentre si prepara a entrare nei ranghi della guardia, compie un gesto eroico salvando una giovane donna di nome Spinel da una situazione pericolosa. Questo incontro segna un punto di svolta nella sua vita: al posto dei corridoi familiari dell'accademia, si troverà a esplorare terre sinistre e oscuri mondi sotterranei, popolati da mostri di ogni tipo, e la sua missione sarà quella di cercare un potente artefatto conosciuto come Pietra Malefica (Wicked Stone).

## Personaggi
- Killian von Rohcoff: il protagonista della storia. All'inizio del gioco, cerca di scrollarsi di dosso gli effetti dei festeggiamenti della notte precedente per arrivare in tempo alla sua laurea.
- Herbert von Guterrian: Herbert è il rivale di Killian e sono nemici sin dal giorno in cui si sono incontrati per la prima volta alla Green Hill Academy. Lo infastidisce costantemente con la sua arroganza, la sua risata unica e il modo in cui riesce sempre a battere Killian in tutto.
- Spinel: Spinel è un'elfa e si definisce una "cacciatrice di tesori straordinaria". Si incontra con Killian all'inizio del gioco, complicando ulteriormente la sua vita. Si scopre anche che è la figlia del Lord Mago Elfico Phariankes.
- Jeffrey: Anche Jeffrey incontra Killian all'inizio del gioco ed è probabilmente l'unico personaggio che ha una sfortuna ancora peggiore di quella di Killian. Lo incontra per la prima volta mentre è coinvolto in una disputa con Spinel.
- Henson: Henson è un mago misterioso e sarcastico, pronto a lanciare insulti taglienti e palle di fuoco infuocate. Non si sa molto del suo passato.
- Gelts: Gelts è un ex sacerdote che ha rinunciato ai suoi vecchi modi. Ora i suoi hobby includono bere e corteggiare donne. In battaglia brandisce un enorme martello.
- Lahduk: Lahduk è ancora più misterioso di Henson e probabilmente anche più potente.
- Acelora: Acelora è una delle Crociate Radianti che servono l'Ordine della Luce. Sta rapidamente scalando i ranghi e non pensa ad altro se non ad aiutare l'Ordine.
- Phariankes: Phariankes è un Lord Mago dell'Impero Elfico, creatore delle sei Pietre Malefiche. Morì salvando sua figlia Spinel quando l'Impero Lakaman distrusse il suo impero. Anni dopo, viene resuscitato da Dryden e attacca gli eroi in un accesso d'ira, fino a quando non viene calmato e riunito con sua figlia nel culmine della storia.

## Modalità di gioco
Il combattimento in Crimson Gem Saga ricorda quello di molti giochi di ruolo a turni, ma presenta una caratteristica distintiva: il sistema di imboscate. Quando l'icona del giocatore entra in contatto con quella di un mostro sulla mappa, si verifica una battaglia. Se il giocatore tocca l'icona del mostro mentre questo è rivolto altrove, ottiene un attacco preliminare immediato, sfruttando la forza combinata di tutti i membri del party. Al contrario, se il mostro ha un simbolo "!" sopra la testa e colpisce il giocatore dopo che il simbolo è scomparso, può iniziare la battaglia con un attacco preventivo, anch'esso basato sulla forza combinata del party nemico. In aggiunta, il gioco offre un sistema di personalizzazione delle armi e delle abilità, permettendo ai giocatori di creare attacchi combinati che coinvolgono da 2 a 4 membri del gruppo.

## Accoglienza
Il gioco ha ricevuto un'accoglienza che varia da positiva a media. GameRankings e Metacritic gli hanno assegnato punteggi di 79,02% e 78 su 100 per la versione PSP, e 69,75% e 70 su 100 per la versione iOS. La maggior parte dei recensori ha osservato che, sebbene il gioco non introduca elementi particolarmente innovativi, riesce a seguire la formula consolidata in modo così efficace da meritare una certa indulgenza. Molte delle prime recensioni hanno anche elogiato sia la qualità della sceneggiatura e del doppiaggio. Tuttavia, GameSpot si è mostrato più critico, definendo il gioco semplice e poco ispirato.